# Konkurs Piosenki Eurowizji 2002
47. Konkurs Piosenki Eurowizji został zorganizowany 25 maja 2002 w Saku Suurhall w Tallinnie przez estońskiego nadawcę Eesti Televisioon (ETV). Konkurs poprowadzili Annely Peebo i Marko Matvere.
Finał konkursu wygrała Marie N, reprezentantka Łotwy z piosenką „I Wanna” autorstwa Maratsa Samauskisa, za którą zdobyła 176 punktów.

## Lokalizacja

### Wybór miejsca organizacji
Dzięki wygranej Tanela Padara, Dave’a Bentona i 2XL, reprezentantów Estonii w finale konkursu w 2001, prawo do organizacji kolejnego konkursu otrzymała ETV. Estonia została tym samym pierwszym państwem Europy Wschodniej, której powierzono organizację konkursu. W przygotowaniach koncertu estońskiej telewizji pomogła szwedzka telewizja SVT.
W lipcu telewizja ETV potwierdziła, że konkurs odbędzie się w tallińskiej hali Saku Suurhall, którą przeznaczono do użytku 1 listopada. Wokół hali umieszczono 26 namiotów, tworzących tzw. strefę euro, w skład której weszły m.in. pokoje do odpoczynku dla uczestników. Na czas trwania konkursu władze Tallinna ozdobiły całe miasto.
Po zwycięstwie Estonii w finale konkursu w 2001 w mediach zaczęły pojawiać się głosy, jakoby telewizja ETV martwiła się o brak środków finansowych do odpowiedniego zorganizowania następnego konkursu. Doniesienia zdementował dyrektor generalny kanału ETV, Aare Urm oraz minister finansów Siim Kallas. Telewizja uruchomiła specjalne konta bankowe, na które można było wpłacać dotacje na przygotowanie konkursu. Pokryciem części kosztów przygotowań koncertu zainteresowany był Eesti Ühispank. Oficjalnym sponsorem konkursu została grupa telekomunikacyjna Eesti Telekom. Nadawca poświęcił prawie 8 milionów euro na zorganizowanie koncertu. Część kosztów przygotowania konkursu pokrył rząd Estonii, który przeznaczył m.in. 30 tys. euro na opłacenie firmy ochroniarskiej zapewniającej bezpieczeństwo uczestnikom konkursu.
Pomimo początkowych problemów z budżetem konkurs przyniósł nadawcy prawie 6 milionów estońskich koron zysku. W styczniu 2003 Estońska Rada Handlu nagrodziła nadawcę tytułem Przyjaciela eksportu Estonii 2002, tłumacząc decyzję faktem, że „Konkurs Piosenki Eurowizji pomógł zaprezentować światu państwo w najlepszy możliwy sposób”. Po organizacji konkursu Estonia odnotowała znaczny wzrost popularności kraju jako kierunku turystycznego.

## Organizacja
Kierownikami wykonawczymi konkursu byli Juhan Paadam (z ramienia ETV) i Christine Marchal-Ortiz (z EBU). Producent konkursu został Peeter Rebane, reżyserem – Marius Bratten, a menedżerem produkcji – Kalle Kingsepp.
Podobnie jak w 2001, konkurs transmitowany był także w Internecie. Przed konkursem estońska telewizja uruchomiła domenę www.eurovision.tv, która od tamtej pory pozostaje oficjalną stroną Konkursu Piosenki Eurowizji. W 2002 po raz pierwszy uruchomiono także internetowe zapisy akredytacyjne – akredytacje otrzymało łącznie 820 dziennikarzy, którym zapewniono specjalne trolejbusy do transportu między halą, gdzie odbywał się konkurs, a hotelami, z których mogli m.in. oglądać próby generalne. Akredytowani dziennikarze mieli również darmowy wstęp na wystawę ptaków w Rezerwacie Przyrody w Matsalu.

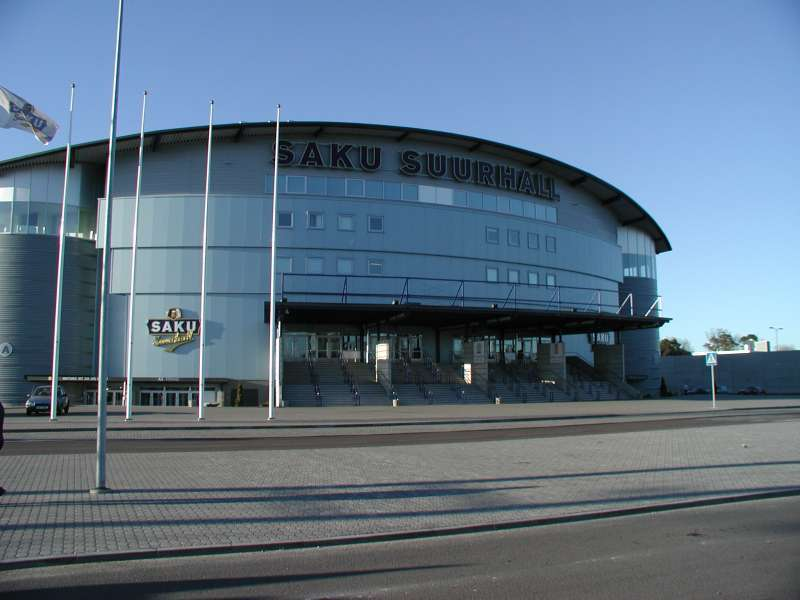
Saku Suurhall – miejsce organizacji konkursu

Estońska telewizja jako pierwsza nawiązała współpracę z firmą vizrt, która była odpowiedzialna za oprogramowanie tablicy wyników podczas finału. Za transmisję konkursu odpowiadała szwedzka firma zewnętrzna Prisma OB.
We wrześniu ETV poinformowała, że na konkurs nie zostanie przywrócona orkiestra na żywo.
9 listopada o godz. 19:40 odbyło się losowanie kolejności startowych dla uczestników konkursu.
Wszystkie piosenki konkursowe musiały być wybrane do 11 marca 2002. Zostały one umieszczone na albumie kompilacyjnym pt Eurovision Song Contest Estonia 2002, wydanej przez wytwórnię BMG Ariola Media.
Próby do koncertu finałowego rozpoczęły się 16 maja. Uczestnicy brali udział również w konferencjach prasowych, na których odpowiadali na pytania dziennikarzy. Ceny biletów na koncert finałowy konkursu wahały się między 100 a 600 euro.
Przedkonkursowymi faworytami w notowaniach bukmacherów były reprezentacje z: Hiszpanii, Estonii, Szwecji i Malty.
Koncert rozpoczął się prezentacją filmu prezentującym Estonię. Gośćmi muzycznymi konkursu byli Tanel Padar i Dave Benton, którzy na otwarcie zaśpiewali piosenkę „Everybody”, z którą wygrali konkurs w 2001. W trakcie transmisji prowadzący, Annely Peebo i Marko Matvere, połączyli się na żywo z publicznością oglądających konkurs na ulicach Tallinna, Hamburgu, Grenady i Londynu. W trakcie przerwy po połowie występów konkursowych konferansjerzy zaśpiewali piosenkę „A Little Story in the Music”. Na scenie wystąpili także członkowie Teatru Vanemuine, Opery Narodowej i grupy tanecznej Estonian Dance Agency w choreografii Teeta Kaska. Koncert trwał ok. 3 godzin i 10 minut, tj. dziesięć minut dłużej od koncertu finałowego z 2001.

### Prowadzący
W październiku stacja ETV rozpoczęła przyjmowanie zgłoszeń na stanowisko prowadzących Konkurs Piosenki Eurowizji. Zgodnie z wytycznymi stacji, gospodarze powinni byli płynnie posługiwać się językami angielskim i francuskim, mieć poczucie humoru i doświadczenie w prowadzeniu programów rozrywkowych na skalę międzynarodową. W mediach pojawiały się plotki, że prowadzącymi będą Mart Sander i DJ Elektra. Ostatecznie gospodarzami wieczoru zostali: mezzosopranistka Annely Peebo i aktor Mark Matvere, który był odpowiedzialny za tłumaczenie zasad konkursu w języku francuskim. Stroje dla prowadzących, określane jako „szykowne”, zaprojektowali Aarne Niit i Katrin Kuldma. Po 12. występie konkursowym duet zaśpiewał na scenie piosenkę „A Little Story in the Music” autorstwa Andrew Lloyd Webbera.

### Projekt grafiki i sceny
W lipcu telewizja ETV zorganizowała konkurs na oficjalne logo 47. Konkursu Piosenki Eurowizji, w którym mogli wziąć udział jedynie estońscy projektanci. Do siedziby ETV nadesłano 51 propozycji, spośród których specjalnie powołana komisja sędziowska wybrała dwie finałowe prace. 20 września Grupa Referencyjna EBU zaprezentowała logotyp, którego autorami byli Margus Klaar i Veiko Tamjärv z firmy Credo Reklaam AS, części agencji Bates 141. Logo przedstawiało dwanaście kamyków w różnych kolorach.
Po raz pierwszy konkurs organizowany był pod oficjalnym sloganem. Tematem przewodnim konkursu były „nowoczesne bajki” (ang. A Modern Fairytale), które były motywem krótkich filmików (tzw. pocztówek) zaprezentowanych przed każdym występem konkursowym.
Projektantem sceny konkursowej został Iir Hermeliin (właściwie Hille Ermel), zwycięzca specjalnego konkursu przygotowanego przez organizatorów. W pracy pomagali mu Ülar Mark i Ain Nurmela. Po raz pierwszy wybudowany wybieg dla reprezentantów, na którym mogli występować.

## Kontrowersje

### Posądzenia o plagiat

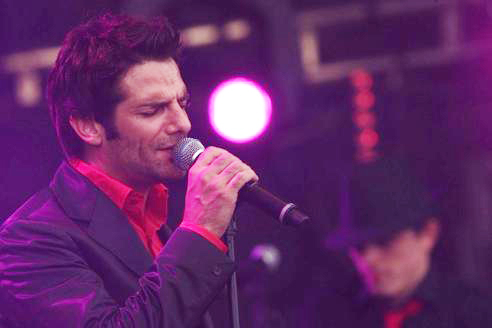
Reprezentant Austrii, Manuel Ortega, podczas koncertu w 2010

Po wygraniu estońskiego finału selekcji zorganizowanych w styczniu 2002 zwycięski utwór „Runaway” w wykonaniu Sahlene został posądzony przez dwóch specjalistów – Peetera Saula i Jüri-Ruuta Kangura – o plagiat przeboju „I Believe I Can Fly” R. Kelly'ego. Alar Kotkas, jeden z autorów eurowizyjnej propozycji, zaprzeczył doniesieniom.
Podobne zarzuty usłyszał Alexander Kahr, twórca austriackiej propozycji konkursowej „Say a Word” Manuela Ortegi. Jeden z niezależnych niemieckich ekspertów muzycznych doszukał się w utworze podobieństwa do piosenki „All Right Now” grupy Free. Krajowy nadawca publiczny, Österreichischer Rundfunk (ORF) odpadł zarzuty, tłumacząc się dużym ryzykiem powtarzania się brzmień w kompozycjach popowych. Inny ekspert muzyczny zauważył, że w utworach powtarzają się jedynie trzy z czternastu dźwięków, co uniemożliwia oskarżenie twórcy o popełnienie plagiatu.

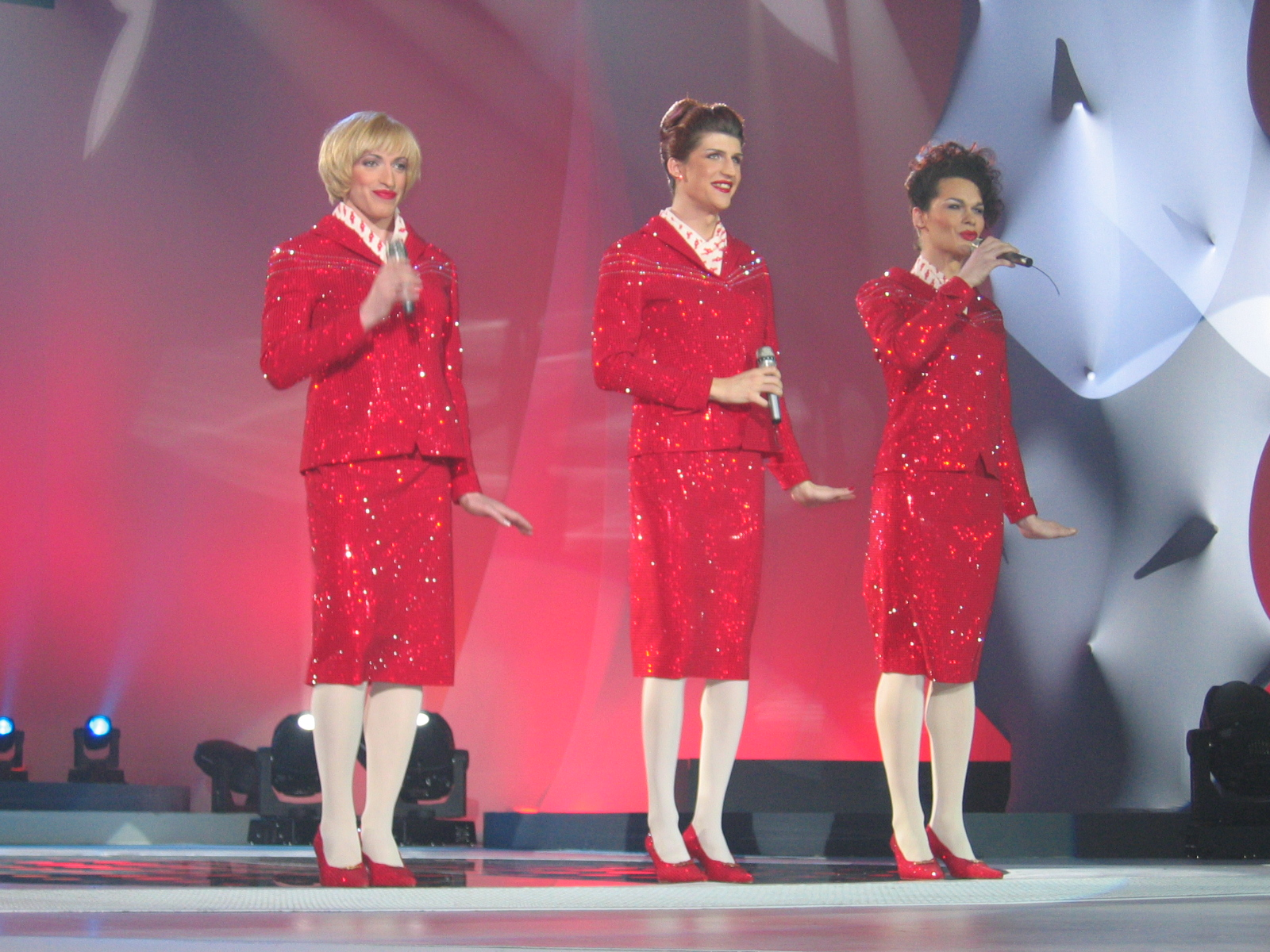
Drag queens Sestre, reprezentantki Słowenii podczas finału konkursu

Kilka godzin przed rozpoczęciem koncertu finałowego Svante Stockselius z EBU oznajmił, że organizacja otrzymała oficjalne protesty przeciwko szwedzkiej piosence konkursowej wykonywanej przez grupę Afro-dite – „Never Let It Go”, którą oskarżono o plagiat utworu „Never on a Sunday” autorstwa Manosa Hadjidakisa z repertuaru greckiej piosenkarki Meliny Mercouri. Organizacja nie zgodziła się jednak z oskarżeniem, umożliwiając szwedzkiej formacji udział w konkursie.
Po finale konkursu pojawiły się doniesienia, jakoby zwycięska piosenka „I Wanna” Marie N była plagiatem przeboju „She Bangs” Ricky’ego Martina. Podobnego zdania była m.in. Sascha Dupont, duńska wokalistka i członkini komisji jurorskiej krajowych eliminacji Dansk Melodi Grand Prix. Producent wokalistki, Arvids Murnieks, uznał komentarze za prowokację, tłumacząc rzekome podobieństwa faktem, że „piosenki latynoskie są do siebie podobne”.

### Dyskwalifikacja litewskiej piosenki
Litewskie selekcje do 47. Konkursu Piosenki Eurowizji wygrał utwór „We All” formacji B'Avarija. Piosenka (pod tytułem „Mes cia”) została umieszczona na płycie zespołu wydanej w 2001, czym złamana regulamin konkursu mówiący o tym, że eurowizyjna piosenka nie może być opublikowana przed 1 stycznia 2002 i została zdyskwalifikowana z udziału w konkursie. Krajowa telewizja (LRT) zaapelowała w tej sprawie, jednak jej zażalenie zostało oddalone. Nadawca dostał możliwość zamiany swojej konkursowej propozycji do 28 marca, nowym reprezentantem kraju została piosenka „Happy You” Aivarasa Stepukonisa.
W listopadzie Litewka Organizacja Ochrony Praw Autorskich zaprzeczyła, jakoby utwór „We All” została wydana i udostępniona przed regulaminowym czasem

### Nawoływanie do bojkotu Izraela

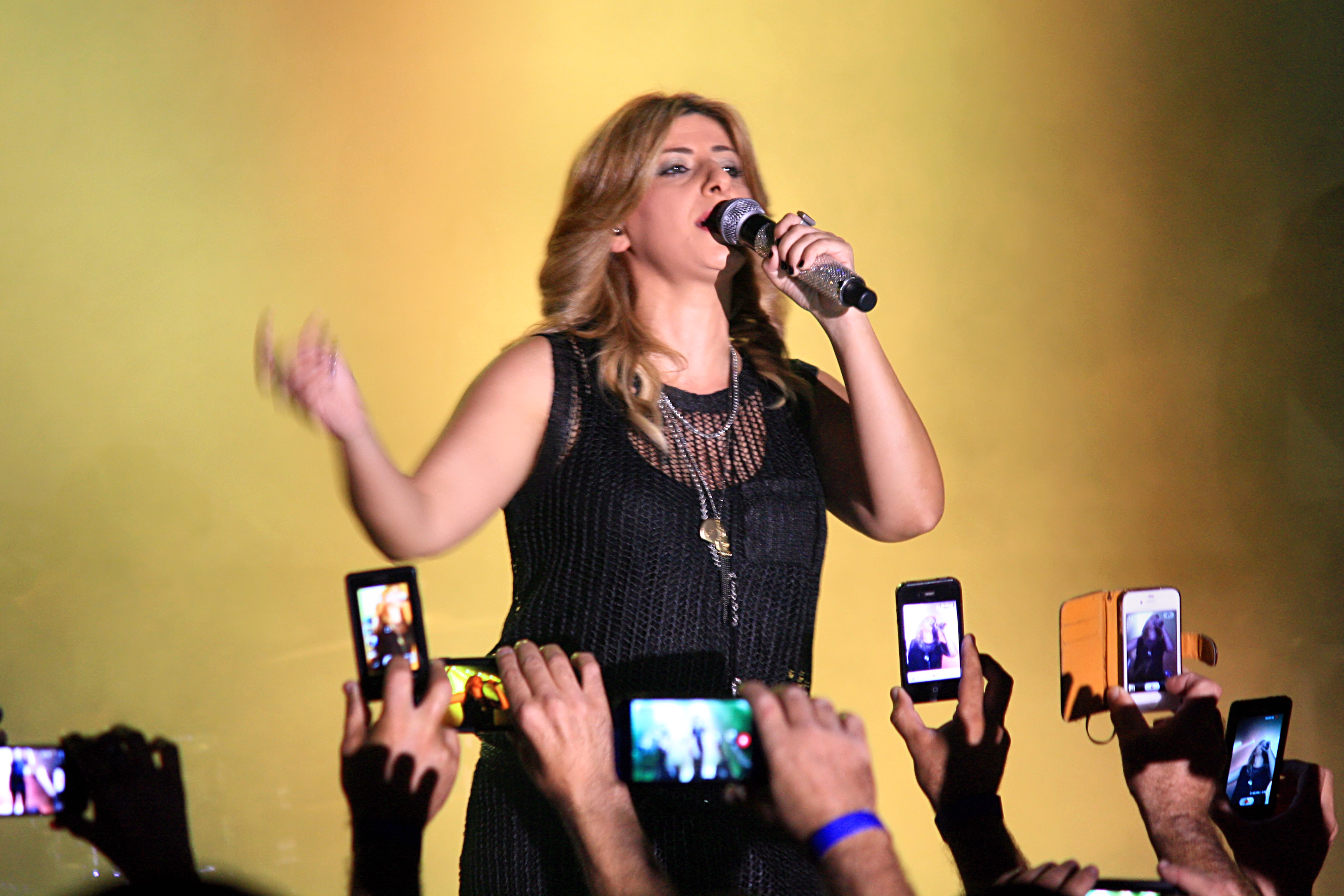
Reprezentantka Izraela, Sarit Chadad, podczas koncertu w 2013

Według izraelskiej prasy belgijski komentator konkursu, André Vermeulen, miał nawoływać do bojkotu utworu „Light a Candle” wykonywanej przez Sarit Chadad, reprezentanta Izraela, mówiąc: [Piosenka] nie jest zła, ale miejmy nadzieję, że Izrael nie wygra. To nie jest czas dla Izraelczyków na organizację Konkursu Piosenki Eurowizji. Flamandzki nadawca VRT skopiował treść komentarzy i wysłał je do izraelskiej ambasady w Belgii. Ambasada oświadczyła, że wypowiedzi Vermeulena nie są tymi samymi, które zostały zacytowane w prasie, dlatego skierował notatki do Izraela. Po finale konkursu jeden ze szwedzkich księży zagroził pozwaniem do sądu krajowego komentatora konkursu, Christera Björkmana, za stwierdzenie podczas transmisji, że „Izrael nie zasługuje na punkty z powodu swojej sytuacji politycznej”. Dziennikarz miał powiedzieć także, że „Izrael nie powinien brać udziału w konkursie za to, co robią Palestyńczykom”. Izraelskie Ministerstwo Spraw Wewnętrznych oświadczyło: Jeżeli okaże się, że takie komentarze rzeczywiście padły, zareagujemy natychmiast i podejmiemy odpowiednie kroki. Opinia została przedstawiona rządom obu krajów. W celu uniknięcia podobnych sytuacji w przyszłości podczas kolejnego konkursu EBU wprowadziła kilka zasad obowiązujących wszystkich komentatorów z każdego kraju, zakazując im np. obrażania reprezentantów.
W sprawie udziału Izraela wypowiedziała się także reprezentantka Estonii, Sahlene, która w odpowiedzi na pytania dziennikarzy podczas konferencji prasowej stwierdziła, że kraj „nie powinien być wykluczony z udziału w imprezie z powodu tej sytuacji, ponieważ konkurs piosenki nie jest miejscem na zagadnienia polityczne”.

### Podejrzenie o manipulację głosami
Na początku maja norweski dziennik Dagbladet doniósł, jakoby głosy jurorskie w sześciu krajach biorących udział w konkursie, tj. Cypru, Grecji, Rosji, Macedonii, Malty i Rumunii, były wcześniej ustawione. Zdaniem gazety, EBU w wewnętrznych raportach uznała możliwość uzgodnionego wspólnego głosowania jako „bardzo prawdopodobną”. Redakcja powołała się na opinię Kato M. Hansena, prezesa norweskiego oddziału Stowarzyszenia Miłośników Eurowizji (OGAE), który zwrócił uwagę na złożenie cypryjskiej delegacji propozycji manipulacji głosów podczas spotkania EBU, o czym poinformował Bruno Berberes, szef francuskiego oddziału OGAE. Oprócz tej wypowiedzi dziennik nie powołał się jednak na żadne inne źródło.

## Kraje uczestniczące
Zgodnie z nowymi zasadami wprowadzonymi przez EBU w konkursie mogły wystąpić reprezentacje z 22 państw. Zapewnione miejsce w koncercie finałowym miało piętnaście najwyżej ocenionych krajów w finale konkursu oraz państwa tzw. Wielkiej Czwórki (tj. Francja, Hiszpania, Niemcy i Wielka Brytania). Pozostałe miejsca przeznaczone były dla reprezentantów tych nadawców, którzy nie przystąpili do udziału w konkursie w 2001 ze względu na słabe wyniki osiągnięte w latach 1996-2000. Członkowie EBU zdecydowali także, że w kolejnych konkursach nie będą mogli wziąć udziału przedstawiciele krajów, które zajęły najniższe miejsca jedynie w roku poprzednim, a nie w pięciu ostatnich konkursach. Tym samym udział w imprezie zaproponowany został nadawcom z Izraela i Portugalii. W lipcu potwierdzono, że w konkursie wezmą udział reprezentanci 24 krajów, w tym Łotwy, która mogła przystąpić do konkursu po rezygnacji z udziału telewizji z Portugalii.

### Powracający artyści
W konkursie w 2002 wzięło udział dwóch artystów, którzy reprezentowali swój kraj w przeszłości: Konstandinos Christoforu z reprezentującego Cypr zespołu One wystąpił w barwach kraju podczas finału konkursu w 1996, zaś przedstawicielka Rumunii Monica Anghel wystąpiła w rundzie kwalifikacyjnej do 35. Konkursu Piosenki Eurowizji, jednak nie została dopuszczona do udziału w finale.

## Wyniki finału
| L.p. | Kraj                 | Język                 | Wykonawca                    | Utwór                           | Miejsce | Punkty |
| ---- | -------------------- | --------------------- | ---------------------------- | ------------------------------- | ------- | ------ |
| 01   | Cypr                 | angielski             | One                          | „Gimme”                         | 6       | 85     |
| 02   | Wielka Brytania      | angielski             | Jessica Garlick              | „Come Back”                     | 3       | 111    |
| 03   | Austria              | angielski             | Manuel Ortega                | „Say a Word”                    | 18      | 26     |
| 04   | Grecja               | angielski             | Michalis Rakindzis           | „S.A.G.A.P.O.”                  | 17      | 27     |
| 05   | Hiszpania            | angielski, hiszpański | Rosa                         | „Europe’s Living a Celebration” | 7       | 81     |
| 06   | Chorwacja            | angielski             | Vesna Pisarović              | „Everything I Want”             | 11      | 44     |
| 07   | Rosja                | angielski             | Priemjer-ministr             | „Northern Girl”                 | 10      | 55     |
| 08   | Estonia              | angielski             | Sahlene                      | „Runaway”                       | 3       | 111    |
| 09   | Macedonia            | macedoński            | Karolina Goczewa             | „It Depends on Us”              | 19      | 25     |
| 10   | Izrael               | hebrajski, angielski  | Sarit Chadad                 | „Light a Candle”                | 12      | 37     |
| 11   | Szwajcaria           | francuski             | Francine Jordi               | „Dans le jardin de mon âme”     | 22      | 15     |
| 12   | Szwecja              | angielski             | Afro-dite                    | „Never Let It Go”               | 8       | 72     |
| 13   | Finlandia            | angielski             | Laura                        | „Addicted to You”               | 20      | 24     |
| 14   | Dania                | angielski             | Malene                       | „Tell Me Who You Are”           | 24      | 7      |
| 15   | Bośnia i Hercegowina | serbski, angielski    | Maja Tatić                   | „Na jastuku za dvoje”           | 14      | 33     |
| 16   | Belgia               | angielski             | Sergio & the Ladies          | „Sister”                        | 15      | 33     |
| 17   | Francja              | francuski             | Sandrine François            | „Il faut du temps”              | 5       | 104    |
| 18   | Niemcy               | angielski             | Corinna May                  | „I Can’t Live Without Music”    | 21      | 17     |
| 19   | Turcja               | turecki, angielski    | Buket Bengisu i Safir        | „Leylaklar soldu kalbinde”      | 16      | 29     |
| 20   | Malta                | angielski             | Ira Losco                    | „7th Wonder”                    | 2       | 164    |
| 21   | Rumunia              | angielski             | Monica Anghel i Marcel Pavel | „Tell Me Why”                   | 9       | 71     |
| 22   | Słowenia             | słoweński             | Sestre                       | „Samo ljubezen”                 | 13      | 33     |
| 23   | Łotwa                | angielski             | Marie N                      | „I Wanna”                       | 1       | 176    |
| 24   | Litwa                | angielski             | Aivaras                      | „Happy You”                     | 23      | 12     |

Legenda:
     1. miejsce
Tabela punktacyjna finału
Jedenastu nadawców skorzystało z metody głosowania telewidzów, ośmiu z zasady 50:50 (50% głosów należy do widzów, a 50% – do jurorów). W Bośni i Hercegowinie, Rumunii, Turcji, Macedonii i Rosji głosy przyznawały jedynie krajowe komisje sędziowskie.
|                     |              | Kraje głosujące | Kraje głosujące | Kraje głosujące | Kraje głosujące | Kraje głosujące | Kraje głosujące | Kraje głosujące | Kraje głosujące | Kraje głosujące | Kraje głosujące | Kraje głosujące | Kraje głosujące | Kraje głosujące | Kraje głosujące      | Kraje głosujące | Kraje głosujące | Kraje głosujące | Kraje głosujące | Kraje głosujące | Kraje głosujące | Kraje głosujące | Kraje głosujące | Kraje głosujące | Kraje głosujące | Kraje głosujące |
| Suma punktów        | Cypr         | Wielka Brytania | Austria         | Grecja          | Hiszpania       | Chorwacja       | Rosja           | Estonia         | Macedonia       | Izrael          | Szwajcaria      | Szwecja         | Finlandia       | Dania           | Bośnia i Hercegowina | Belgia          | Francja         | Niemcy          | Turcja          | Malta           | Rumunia         | Słowenia        | Łotwa           | Litwa           |                 |                 |
| ------------------- | ------------ | --------------- | --------------- | --------------- | --------------- | --------------- | --------------- | --------------- | --------------- | --------------- | --------------- | --------------- | --------------- | --------------- | -------------------- | --------------- | --------------- | --------------- | --------------- | --------------- | --------------- | --------------- | --------------- | --------------- | --------------- | --------------- |
| Uczestnicy konkursu | Cypr         | 85              |                 | 3               |                 | 12              | 6               | 10              | 6               | 4               |                 |                 |                 | 1               | 4                    |                 |                 | 3               |                 |                 |                 | 12              | 8               | 4               | 8               | 4               |
| Uczestnicy konkursu | Wielka Bryt. | 111             |                 |                 | 12              | 7               |                 |                 |                 | 6               | 4               | 5               | 6               | 2               | 8                    | 6               | 7               | 6               | 1               | 8               | 2               | 10              |                 | 8               | 5               | 8               |
| Uczestnicy konkursu | Austria      | 26              | 1               |                 |                 |                 |                 |                 | 1               |                 |                 |                 | 7               |                 |                      |                 |                 | 5               |                 |                 | 12              |                 |                 |                 |                 |                 |
| Uczestnicy konkursu | Grecja       | 27              | 12              |                 |                 |                 |                 | 1               | 8               |                 |                 |                 |                 |                 |                      |                 |                 |                 |                 |                 |                 |                 | 6               |                 |                 |                 |
| Uczestnicy konkursu | Hiszpania    | 81              | 7               | 2               |                 | 4               |                 | 6               |                 |                 |                 | 6               | 12              | 7               |                      |                 | 6               | 12              | 12              | 7               |                 |                 |                 |                 |                 |                 |
| Uczestnicy konkursu | Chorwacja    | 44              | 6               |                 | 6               | 5               |                 |                 |                 |                 | 5               |                 | 5               |                 |                      |                 | 2               |                 |                 | 3               |                 |                 |                 | 12              |                 |                 |
| Uczestnicy konkursu | Rosja        | 55              | 5               |                 |                 | 2               |                 |                 |                 | 10              |                 | 1               |                 |                 | 3                    |                 |                 |                 |                 |                 |                 | 8               | 10              |                 | 10              | 6               |
| Uczestnicy konkursu | Estonia      | 111             |                 | 7               | 3               |                 |                 | 5               | 3               |                 | 6               | 2               |                 | 12              | 10                   | 8               | 10              | 4               |                 | 4               | 8               | 2               | 2               | 6               | 12              | 7               |
| Uczestnicy konkursu | Macedonia    | 25              | 3               |                 |                 |                 |                 | 4               |                 |                 |                 |                 |                 |                 | 1                    |                 |                 |                 |                 |                 |                 | 5               | 12              |                 |                 |                 |
| Uczestnicy konkursu | Izrael       | 37              |                 | 5               |                 |                 |                 |                 |                 |                 |                 |                 | 1               |                 | 5                    | 1               |                 | 2               | 10              | 5               |                 |                 | 5               |                 | 3               |                 |
| Uczestnicy konkursu | Szwajcaria   | 15              |                 |                 | 5               |                 |                 |                 |                 |                 |                 |                 |                 |                 |                      |                 |                 |                 | 3               | 2               |                 |                 | 3               | 1               | 1               |                 |
| Uczestnicy konkursu | Szwecja      | 72              |                 | 1               | 4               | 1               |                 |                 |                 | 8               |                 | 3               |                 |                 | 7                    | 10              | 12              | 1               |                 |                 | 4               |                 |                 | 7               | 4               | 10              |
| Uczestnicy konkursu | Finlandia    | 24              | 2               |                 |                 |                 |                 |                 |                 | 5               | 1               |                 |                 | 10              |                      | 3               | 3               |                 |                 |                 |                 |                 |                 |                 |                 |                 |
| Uczestnicy konkursu | Dania        | 7               |                 |                 |                 |                 |                 |                 |                 |                 |                 | 4               |                 |                 |                      |                 |                 |                 |                 |                 | 1               | 1               |                 |                 |                 | 1               |
| Uczestnicy konkursu | Bośnia i H.  | 33              |                 |                 | 7               |                 | 3               | 7               |                 |                 | 3               |                 |                 | 6               |                      | 2               |                 |                 |                 |                 |                 | 3               |                 | 2               |                 |                 |
| Uczestnicy konkursu | Belgia       | 33              |                 | 4               |                 |                 | 1               |                 | 7               |                 |                 |                 |                 | 3               |                      | 4               |                 |                 | 2               |                 | 10              |                 |                 |                 |                 | 2               |
| Uczestnicy konkursu | Francja      | 104             |                 | 10              |                 | 3               | 8               |                 |                 | 3               |                 | 7               | 10              | 8               | 12                   | 5               | 8               | 10              |                 | 6               |                 |                 | 4               | 3               | 2               | 5               |
| Uczestnicy konkursu | Niemcy       | 17              |                 |                 | 1               |                 | 2               |                 | 2               | 1               |                 |                 | 3               |                 |                      |                 |                 |                 |                 |                 | 3               | 4               | 1               |                 |                 |                 |
| Uczestnicy konkursu | Turcja       | 29              |                 |                 |                 |                 | 4               | 3               |                 |                 | 8               |                 |                 |                 |                      |                 |                 |                 | 7               |                 |                 |                 | 7               |                 |                 |                 |
| Uczestnicy konkursu | Malta        | 164             | 10              | 12              | 8               | 6               | 10              | 12              | 5               | 7               | 10              | 10              | 4               | 4               | 2                    | 12              | 4               | 7               | 6               | 10              | 5               |                 |                 | 10              | 7               | 3               |
| Uczestnicy konkursu | Rumunia      | 71              | 8               |                 |                 | 8               | 5               |                 | 12              |                 | 12              | 8               |                 |                 |                      |                 |                 |                 | 4               | 1               | 7               | 6               |                 |                 |                 |                 |
| Uczestnicy konkursu | Słowenia     | 33              |                 | 6               | 2               |                 | 7               | 8               |                 |                 | 2               |                 | 2               |                 |                      |                 | 1               |                 | 5               |                 |                 |                 |                 |                 |                 |                 |
| Uczestnicy konkursu | Łotwa        | 176             | 4               | 8               | 10              | 10              | 12              | 2               | 10              | 12              | 7               | 12              | 8               | 5               | 6                    | 7               | 5               | 8               | 8               | 12              | 6               | 7               |                 | 5               |                 | 12              |
| Uczestnicy konkursu | Litwa        | 12              |                 |                 |                 |                 |                 |                 | 4               | 2               |                 |                 |                 |                 |                      |                 |                 |                 |                 |                 |                 |                 |                 |                 | 6               |                 |

Legenda:
     Głosowanie telewidzów
     Głosowanie jurorów
     Głosowanie telewidzów i jurorów w stosunku głosów 50:50
     Zwycięzca

## Inne wyróżnienia

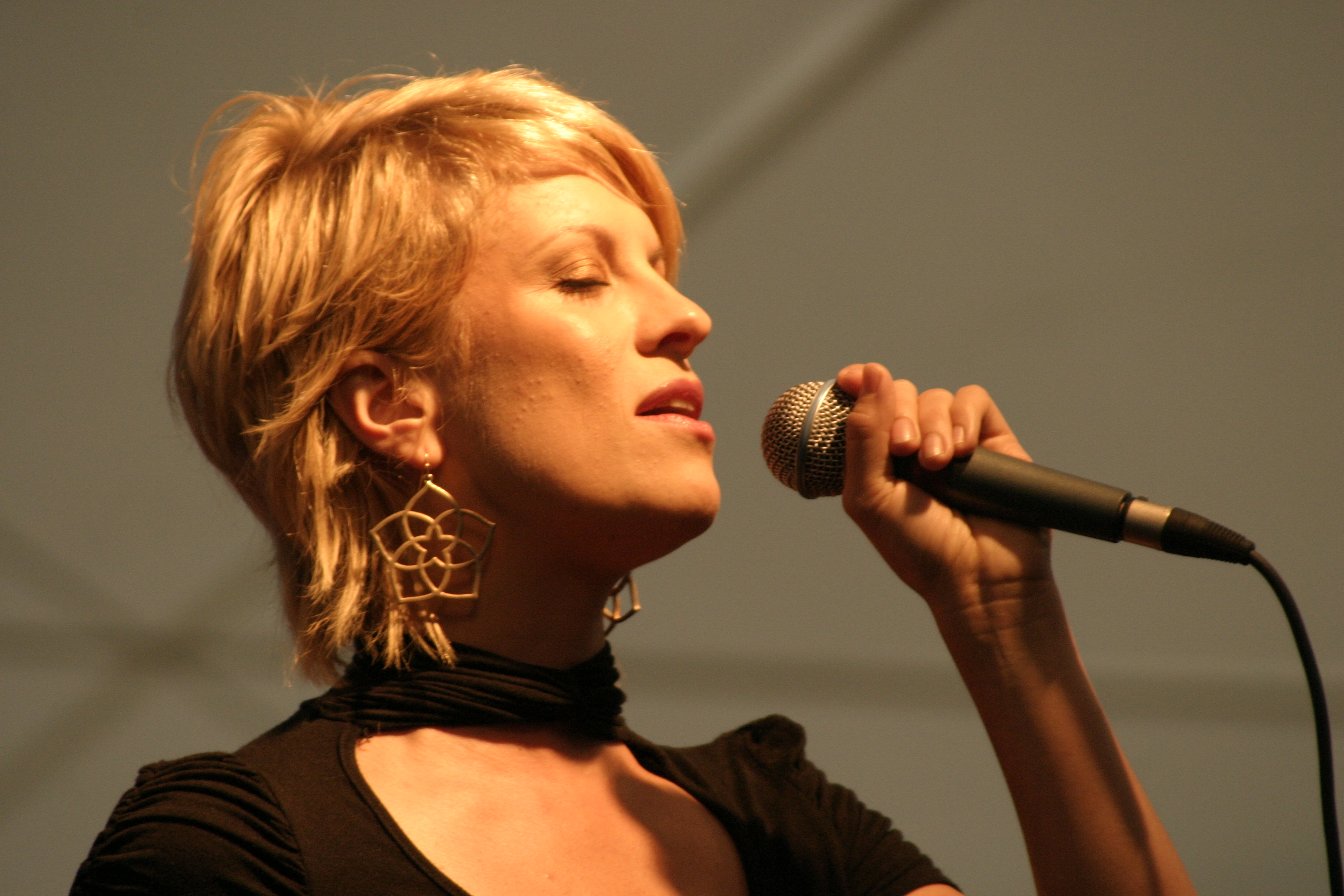
Laura Voutilainen, zdobywczyni Nagrody Fanów im. Marcela Bezençona, podczas koncertu w 2007

### Nagrody im. Marcela Bezençona
W 2002 po raz pierwszy postanowiono przyznać tzw. Nagrody im. Marcela Bezençona, czyli wyróżnienia dla najlepszych piosenek biorących udział w koncercie finałowym, sygnowane nazwiskiem twórcy konkursu – Marcela Bezençona. Pomysłodawcami statuetek zostali: szef szwedzkiej delegacji konkursowej Christer Björkman oraz członek zespołu Herreys – Richard Herrey.
W 2002 nagrody w trzech kategoriach otrzymali:
| Kategoria            | Kraj      | Utwór              | Wykonawca         |
| -------------------- | --------- | ------------------ | ----------------- |
| Nagroda Artystyczna  | Szwecja   | „Never Let It Go”  | Afro-dite         |
| Nagroda Fanów        | Finlandia | „Addicted to You”  | Laura Voutilainen |
| Nagroda Dziennikarzy | Francja   | „Il faut du temps” | Sandrine François |

## Oglądalność
Finał 42. Konkursu Piosenki Eurowizji oglądało ok. 545 tys. mieszkańców Estonii, co dało stacji 49% udział na rynku w tym czasie antenowym. Retransmisję koncertu obejrzało 159 tys. Estończyków. Ze względu na dużą popularność hiszpańskiej reprezentantki, Rosy López, finał imprezy miało obejrzeć w Hiszpanii ponad 15 milionów telewidzów. Ostatecznie, koncert obejrzało 14,4 miliona hiszpańskich telewidzów, co dało nadawcy 85,2% udział na rynku. 5 tys. mieszkańców Grenady (rodzinnego miasta wokalistki) obejrzało konkurs na miejskim stadionie, gdzie odbył się specjalny pokaz koncertu. W Izraelu finał konkursu był drugim najchętniej oglądanym programem telewizyjnym w 2002, osiągając 34.6% wynik oglądalności. W Polsce konkurs obejrzało ok. 2,569 mln widzów.

## Międzynarodowy sekretarze i komentatorzy

### Sekretarze
Poniżej przedstawione zostały nazwiska wszystkich sekretarzy, którzy ogłaszali wyniki głosowania w poszczególnych krajach. Państwa zostały uporządkowane w kolejności przyznawania punktów, która odpowiada kolejności występowania reprezentanta danego kraju podczas koncertu finałowego.

1. Cypr – Melani Steliou
2. Wielka Brytania – Colin Berry
3. Austria – Dodo Roščić
4. Grecja – Alexis Kostalas[158]
5. Hiszpania – Anne Igartiburu
6. Chorwacja – Duško Čurlić[159]
7. Rosja – Arina Sharapova
8. Estonia – Ilomai „Elektra” Küttim
9. Macedonia – Biljana Debarlieva[160]
10. Izrael – Michal Zoharetz
11. Szwajcaria – Diana Jörg
12. Szwecja – Kristin Kaspersen
13. Finlandia – Marion Rung
(reprezentant kraju w konkursie w 1962 i 1973)[161]
14. Dania – Signe Svendsen
(reprezentant kraju w konkursie w 2001)
15. Bośnia i Hercegowina – Segmedina Srna
16. Belgia – Geena Lisa Peeters
17. Francja – Marie Myriam
(zwyciężczyni konkursu w 1977 dla Francji)[162]
18. Niemcy – Axel Bulthaupt
19. Turcja – Meltem Ersan Yazgan
20. Malta – Yvette Portelli
21. Rumunia – Leonard Miron
22. Słowenia – Nuša Derenda
(reprezentant kraju w konkursie w 2001)
23. Łotwa – Ēriks Niedra
24. Litwa – Loreta Tarozaitė

### Komentatorzy
Poniżej przedstawione zostały nazwiska wszystkich krajowych komentatorów oraz nazwy publicznych nadawców telewizyjnych i radiowych transmitujących konkurs w 2002.

- Cypr – Evi Papamichail (RIK 1)[163], Pavlos Pavlou (CyBC Radio 2)
- Wielka Brytania – Terry Wogan (BBC One), Ken Bruce (BBC Radio 2)
- Austria – Andi Knoll (ORF1), Stermann i Grissemann (FM4)[164]
- Grecja – Dafni Bokota (ET1)[165], Giorgos Mitropoulos (ERA1)
- Hiszpania – José Luis Uribarri (TVE1)[166], Nieves Herrero (RNE Radio 1)
- Chorwacja – Ante Batinović (HRT 2), Draginja Balaš (HR 2)
- Rosja – Jurij Aksiuta i Jelena Batinowa (Pierwyj kanał), Wadim Dołgaczew (Głos Rosji)
- Estonia – Marko Reikop (Eesti Televisioon), Vello Rand (ERR Raadio 2)
- Macedonia – Milanka Rašik (MTV 1)
- Izrael – brak komentatora
- Szwajcaria – Sandra Studer (SF 2), Phil Mundwiller (TSR 1), Jonathan Tedesco i Claudio Lazzarino (TSI 1)
- Szwecja – Claes Åkesson i Christer Björkman (SVT1)[167], Carolina Norén (SR P3)[168]
- Finlandia – Maria Guzenina i Asko Murtomäki (Yle TV2)[169]
- Dania – Keld Heick (DR1)[170]
- Bośnia i Hercegowina – Ismeta Dervoz-Krvavac (BHTV1)
- Belgia – André Vermeulen i Bart Peeters (VRT TV1)[171], Jean-Pierre Hautier (RTBF La Une)[172], Julien Put i Michel Follet (VRT Radio 2), Laurent Daube i Éric Russon (RTBF La Première)
- Francja – Marc-Olivier Fogiel i Dave (France 3)[172], Sébastien Cauet (France Bleu)
- Niemcy – Peter Urban (Das Erste)[173], Thomas Mohr (Deutschlandfunk/NDR 2)[174]
- Turcja – Bülend Özveren (TRT 1), Ümit Tunçağ (TRT Radyo 3)
- Malta – John Bundy
- Rumunia – Andreea Demirgian (TVR1)
- Słowenia – Andrea F (SLO1)
- Łotwa – Kārlis Streips (Latvijas Televīzija)
- Litwa – Darius Užkuraitis (LTV)
- Islandia  – Logi Bergmann Eiðsson (Sjónvarpið)[175][176]
- Irlandia  – Marty Whelan (RTÉ Two)[177], Gerry Ryan (RTÉ Radio 1)
- Holandia – Willem van Beusekom (Nederland 2)[178], Hijlco Span (Radio 3FM)
- Norwegia  – Jostein Pedersen (NRK1)[179]
- Polska  – Artur Orzech (TVP1)[180]
- Portugalia  – Eládio Clímaco (RTP1)[181]
- Jugosławia  – Mladen Popović (RTS2)